# ラスタンサーガ
『ラスタンサーガ』 (Rastan Saga) は、1987年3月にタイトーから発売された業務用の横スクロールアクションゲーム。日本国外でのタイトルは『Rastan』。
家庭用は日本国内では1988年にMSX2、1991年にゲームギアに移植。北米や欧州では1988年にセガ・マスターシステム、Amstrad CPC、コモドール64、ZX Spectrum、1990年にApple II GS、PC/AT互換機に移植された。
アーケード版の家庭用ハードへの移植としては日本国内ではPlayStation 2用ソフト『タイトーメモリーズ 上巻』（2005年）、PlayStation Portable用ソフト『タイトーメモリーズ ポケット』（2006年）に収録された他、北米および欧州ではPlayStation 2ならびにXbox、Windows用ソフト『Taito Legends』（2005年）に収録された。また、2024年5月2日に『アーケードアーカイブス』の1作品としてPlayStation 4版とNintendo Switch版が配信されている。また、アーケード版は2014年10月に業務用ビデオゲーム用のコンテンツ配信システム『NESiCAxLive』のタイトルの1本としても配信されていた。

## 概要
主人公「ラスタン」を操作し、最終ボスであるドラゴンを倒すのを目的としている。ヨーロッパ風ファンタジー世界を舞台に、たくましい鋼の肉体を持つ蛮人の戦士ラスタンを操り、敵の城に乗り込みドラゴンを倒すアクションゲーム。8方向レバーで移動と、2ボタンによる攻撃・ジャンプでラスタンを操作する。
シリーズ作として、『ラスタンサーガ2』（1988年）、『ウォリアーブレード(Warrior Blade RASTAN SAGA EPISODE III)』（1992年）がある。また、アメリカのSaffireが開発し、PlayStation 2とニンテンドー ゲームキューブとXbox用ソフトとして発売された『Barbarian』（2002年）という3D格闘アクションがある。日本ではタイトーからPlayStation 2版とニンテンドーゲームキューブ版として、『ウォーリアーブレイド ラスタンvsバーバリアン編』（2003年）のタイトルで発売されたが、タイトーが開発したゲームではないため、ラスタンサーガシリーズとのゲームの関連性はほとんどなかった。
またラスタンは、その肉体を生かし、アーケードゲーム『チャンピオンレスラー』（1989年）には選手として出場している。

## ゲーム内容

### ミスの条件
以下の条件でミスとなる
- 体力が0のときにラスタンがもう一度ダメージを受ける。
- 火の海や底なしの池、穴などに落ちる。
- 地面から生える槍とタケノコに接触する。

### アイテム
アイテムはステージの決まったところに設置されている他、特定の敵を倒すと出現するものがある。武器、防具、強化アイテム、その他アイテムに分かれており、武器や防具は同時に1種類しか持てない。武器は手に入れてから約1分間有効で、設置場所が決まっているためパターン化しやすくなっている。

### 武器
武器は初期装備を含めて4種類ある。剣以外は一定時間の経過かミスで効果を失い、剣に戻される。
- 剣

ラスタンの初期装備。
- 斧（アクス）

剣の2倍の攻撃力を持つ。
- 炎の剣（ファイアソード）

剣の3倍の攻撃力を持つ。なおかつ剣の先端から炎を飛ばすことができる。
- ハンマー（鉄球）

剣と同等の攻撃力だが、攻撃が遠くまで届くようになる。
武器は一瞬後方に振りかぶってから前方に突き出すため、一瞬だが背中から後頭部付近にかけても攻撃判定が生じる。ツルに捕まって崖を上ったところに敵がいる場合は、これを利用して、敵に背中を向けた状態で剣を振ることで、安全に敵を倒せるといったテクニックがある。

### 防具
防具は以下の3種類がある。
- マント

敵との接触によるダメージを半減する。
- シールド

敵から受けた攻撃によるダメージを半減する。
- アーマー

敵の接触によるダメージ、および攻撃によるダメージを半減する。

### 強化アイテム
- 指輪

攻撃速度がアップする。武器と合わせて取ることで、炎の剣から出る炎の連射ができるようになる。
- 杖

防具の有効時間が延びる。

### その他のアイテム
その他のアイテムは以下の通り。
- 宝石

3種類あり、色によって得られる得点が異なる。
- 体力回復剤

体力が少し回復する。
- 毒薬

体力が少し減るが、代わりに高得点が得られる。
- ゴールドシープ

体力が全回復する。特定の敵を倒した時のみ出現する。

## キャラクター

### ステージのボス
各ステージは野外戦→城内戦→ボス戦の3部構成となっている。
- ステージ1 クラトン

ハルバードと5本以上の剣を持っている。
- ステージ2 スライ

アクスで3回攻撃すれば倒せる。外見はただの人間の剣士のように見えるが、まれに悪魔のような翼が生え、飛ぶこともある。
- ステージ3 シュムプレーガデス

5方向に弾を撃つ魔法使い。
- ステージ4 ラーイオス

竜騎士。攻撃力が高いため、強敵。
- ステージ5 ヒュドラー

5頭の蛇。
- 最終ステージ ドラゴン

## 家庭用移植版
| No. | タイトル                                 | 発売日                        | 対応機種                             | 開発元                                    | 発売元                  | メディア                                | 型式                       | 備考                                              |
| --- | ---------------------------------------- | ----------------------------- | ------------------------------------ | ----------------------------------------- | ----------------------- | --------------------------------------- | -------------------------- | ------------------------------------------------- |
| 1   | ラスタンサーガ                           | 1988年4月8日                  | MSX2                                 | タイトー                                  | タイトー                | 2メガビットロムカセット                 | TMS-05                     |                                                   |
| 2   | Rastan                                   | 1989年4月 1989年6月           | セガ・マスターシステム               | タイトー                                  | セガ                    | 2メガビットロムカセット                 | 7022                       |                                                   |
| 3   | Rastan                                   | 1988年                        | Amstrad CPC コモドール64 ZX Spectrum | Imagine Software                          | Imagine Software        | カセットテープ フロッピーディスク       | -                          |                                                   |
| 4   | Rastan                                   | 1990年                        | Apple II GS PC/AT互換機              | NovaLogic                                 | タイトー                | フロッピーディスク                      | -                          |                                                   |
| 5   | ラスタンサーガ                           | 1991年8月9日                  | ゲームギア                           | タイトー                                  | タイトー                | 1メガビットロムカセット                 | T-11037                    |                                                   |
| 6   | タイトーメモリーズ 上巻                  | 2005年7月28日                 | PlayStation 2                        | タイトー                                  | タイトー                | DVD-ROM                                 | SLPM-66057                 | アーケード版の移植                                |
| 7   | Taito Legends                            | 2005年10月14日 2005年10月25日 | PlayStation 2 Xbox Windows           | タイトー Empire Interactive Atomic Planet | Empire Interactive セガ | DVD-ROM                                 | PS2: SLES-53438 SLUS-21122 | アーケード版の移植                                |
| 8   | タイトーメモリーズ ポケット              | 2006年1月5日                  | PlayStation Portable                 | タイトー                                  | タイトー                | UMD                                     | ULJM-05076                 | アーケード版の移植                                |
| 9   | タイトーメモリーズ 上巻 TAITO BEST       | 2006年7月6日                  | PlayStation 2                        | タイトー                                  | タイトー                | DVD-ROM                                 | TCPS-10160                 | 廉価版                                            |
| 10  | タイトーメモリーズ 上巻 エターナルヒッツ | 2007年6月28日                 | PlayStation 2                        | タイトー                                  | タイトー                | DVD-ROM                                 | SLPM-66775                 | 廉価版                                            |
| 11  | ラスタンサーガ                           | 2022年3月2日                  | イーグレットツー ミニ                | 瑞起 ※本体の開発元                        | タイトー                | プリインストール                        | -                          | アーケード版の移植                                |
| 12  | ラスタンサーガ                           | 2024年5月2日                  | PlayStation 4 Nintendo Switch        | ハムスター (移植担当)                     | ハムスター              | ダウンロード （アーケードアーカイブス） | -                          | アーケード版の移植 国内版、海外版『RASTAN』を収録 |
| 13  | タイトーマイルストーン3                  | 2024年11月28日                | Nintendo Switch                      | ハムスター                                | タイトー                | ゲームカード ダウンロード               |                            | アーケード版の移植                                |

MSX2版
- 完全ライフ制でアーケード版で即死の場合もライフが減るだけになっている。
- 画面はスクロールせず切り換え方式。全7ステージ。敵キャラクターのほとんどが単色表示になっている。

セガ・マスターシステム版
- MSX2版をベースとしており画面のスクロールや敵キャラクターの多色表示に対応している。日本未発売だがFM音源に対応している。

ゲームギア版
- マスターシステム版をゲームギアのマスターシステム互換モードで動くようにしたもの。解像度もマスターシステム版と同じ。

PlayStation 2『タイトーメモリーズ 上巻』版
- スコアを100万点以上にしてメモリーカードにセーブすると、次回ゲーム起動時に百万の位が切り捨てられ、6桁の得点になるというバグが存在する。

## スタッフ
アーケード版
- プロデュース、ディレクト：小林よしのり　※漫画家の小林よしのりとは別人
- ゲーム・デザイン：NENKO NISHIMURA（西村年幸）
- ゲーム・プログラム：小林よしのり、とみおかひであき、たかはしとおる、かざまひでお
- キャラクター・デザイン：NENKO NISHIMURA（西村年幸）
- アート・デザイン：NENKO NISHIMURA（西村年幸）、讃岐平、河上聖治、栗城源也
- ハードウェア・エンジニア：竹下登
- ハードウェア・デザイン：山口雅裕
- ミュージック・コンポーザー、サウンド・エフェクト：八木下直人、高木正彦
- アート・アドバイザー：鎗田準次
- グラフィック・デザイン：ながいひろやす
- スペシャル・サンクス：MANAGER MR.SANBE（三部幸治）

## 評価
ゲームギア版
ゲーム誌『ファミコン通信』の「クロスレビュー」では合計20点（満40点）となっている。

## ラスタンサーガII
『ラスタンサーガII』（Rastan Saga II）は、1989年3月にタイトーから発売された業務用の横スクロールアクションゲーム。『ラスタンサーガ』シリーズの第2弾である。
主人公が「ラスタン」の称号を得る前であり、時系列的には前作よりも以前の話である。北米向けは『Nastar Warrior』、その他日本国外向けは『Nastar』のタイトルで発表された。移動速度の遅さを始めとした操作性の悪さや単調な敵の行動パターンから、ゲームとしての評価は低い。
家庭用は1990年にPCエンジンとメガドライブで発売。PCエンジン版は後の2009年にWiiのバーチャルコンソールで配信。アーケード移植版は日本国内ではPlayStation 2用ソフト『タイトーメモリーズ 下巻』（2005年）、北米および欧州ではPlayStation 2ならびにXbox、Windows用ソフト『Taito Legends 2』（2005年）に収録された他、2024年6月20日に『アーケードアーカイブス』の1作品としてPlayStation 4版とNintendo Switch版が配信された。

### ゲーム内容

#### 基本ルール
8方向レバー、2ボタン（攻撃、ジャンプ）でラスタンを操作して、ボスを倒す。全5ステージ＋1構成。制限時間あり。

#### 前作との違い
2人協力プレイが可能になっている（PCエンジン版、メガドライブ版は1人プレイ専用）ため、1人がやられてもその場で復活できる仕様になった。
装備としては爪やロングソードが存在する。

#### ミスの条件
- ライフが0
- タイムオーバー
- 火や穴に落ちた時

#### ラストバトルの条件
ステージ5のボスを2人で倒すと1Pと2Pのプレイヤー同士の決闘になる。どちらか一方が勝った後エンディングへ。

### 移植版
| No. | タイトル                                 | 発売日                                              | 対応機種                      | 開発元                | 発売元                       | メディア                                | 型式                      | 備考                                       |
| --- | ---------------------------------------- | --------------------------------------------------- | ----------------------------- | --------------------- | ---------------------------- | --------------------------------------- | ------------------------- | ------------------------------------------ |
| 1   | ラスタンサーガII                         | 1990年7月6日                                        | PCエンジン                    | タイトー              | タイトー                     | 4メガビットHuCARD                       | TP02012                   | -                                          |
| 2   | ラスタンサーガII                         | 1990年8月10日 1991年                                | メガドライブ                  | オペラハウス          | タイトー                     | 4メガビットロムカセット                 | T-11043                   | -                                          |
| 3   | タイトーメモリーズ 下巻                  | 2005年8月25日                                       | PlayStation 2                 | タイトー              | タイトー                     | DVD-ROM                                 | SLPM-66092                | アーケード版の移植                         |
| 4   | Taito Legends 2                          | 2006年3月31日 PS2: 2007年5月16日 Win: 2007年7月28日 | PlayStation 2 Xbox Windows    | タイトー              | Empire Interactive Destineer | DVD-ROM                                 | PS2 SLES-53852 SLUS-21349 | アーケード版の移植、Xbox版は欧州のみの発売 |
| 5   | タイトーメモリーズ 下巻 TAITO BEST       | 2006年9月7日                                        | PlayStation 2                 | タイトー              | タイトー                     | DVD-ROM                                 | TCPS-10164                | 廉価版、アーケード版の移植                 |
| 6   | タイトーメモリーズ 下巻 エターナルヒッツ | 2007年6月28日                                       | PlayStation 2                 | タイトー              | タイトー                     | DVD-ROM                                 | SLPM-66776                | 廉価版、アーケード版の移植                 |
| 7   | ラスタンサーガII                         | 2009年1月26日                                       | Wii                           | タイトー              | タイトー                     | ダウンロード （バーチャルコンソール）   | -                         | PCエンジン版の移植                         |
| 8   | ラスタンサーガII                         | 2024年6月20日                                       | PlayStation 4 Nintendo Switch | ハムスター (移植担当) | ハムスター                   | ダウンロード （アーケードアーカイブス） | -                         | アーケード版の移植                         |
| 9   | タイトーマイルストーン3                  | 2024年11月28日                                      | Nintendo Switch               | ハムスター            | タイトー                     | ゲームカード ダウンロード               |                           | アーケード版の移植                         |

アーケードアーカイブス版
- 「こだわり設定」では1P側のコントローラーで2P側のキャラクターを使用できるようにする「使用するキャラクター切り替え」、ラウンド5の敵キャラクターを倒した時に落とすアイテムを制限する「アイテムドロップの制限」といった設定が可能。

### スタッフ
アーケード版
- プログラマー：とみおかひであき、いわのまり、杉山和彦、TED AONO、どいまなぶ
- ハードウェア・デザイナー：高橋栄吉
- ミュージック・コンポーズ：......OGR.(TEAM ZUNTATA) （小倉久佳）
- サウンド・エディター：YACK (TEAM ZUNTATA) （渡部恭久）
- グラフィック・デザイナー：ながいひろやす
- スペシャル・サンクス：石川幸生、西村年幸
- ゲーム&アート・デザイナー：薮崎久也

### 評価
PCエンジン版
ゲーム誌『ファミコン通信』の「クロスレビュー」では合計22点（満40点）、『月刊PCエンジン』では75・80・70・70・70の平均73点、『マル勝PCエンジン』では6・6・7・5の合計24点（満40点）、『PC Engine FAN』の読者投票による「ゲーム通信簿」での評価は以下の通りとなっており、15.95点（満30点）となっている。また、この得点はPCエンジン全ソフトの中で479位（485本中、1993年時点）となっている。
| 項目 | キャラクタ | 音楽 | 操作性 | 熱中度 | お買得度 | オリジナリティ | 総合  |
| 得点 | 2.77       | 2.77 | 2.75   | 2.64   | 2.52     | 2.50           | 15.95 |

メガドライブ版
ゲーム誌『ファミコン通信』の「クロスレビュー」では合計20点（満40点）、『メガドライブFAN』の読者投票による「ゲーム通信簿」での評価は以下の通りとなっており、10.19点（満30点）となっている。
| 項目 | キャラクタ | 音楽 | 操作性 | 熱中度 | お買得度 | オリジナリティ | 総合  |
| 得点 | 2.00       | 1.72 | 1.66   | 1.66   | 1.46     | 1.69           | 10.19 |